# Monte Rossola
Il monte Rossola è un rilievo dell'Appennino ligure che raggiunge i 563 metri s.l.m..

## Descrizione

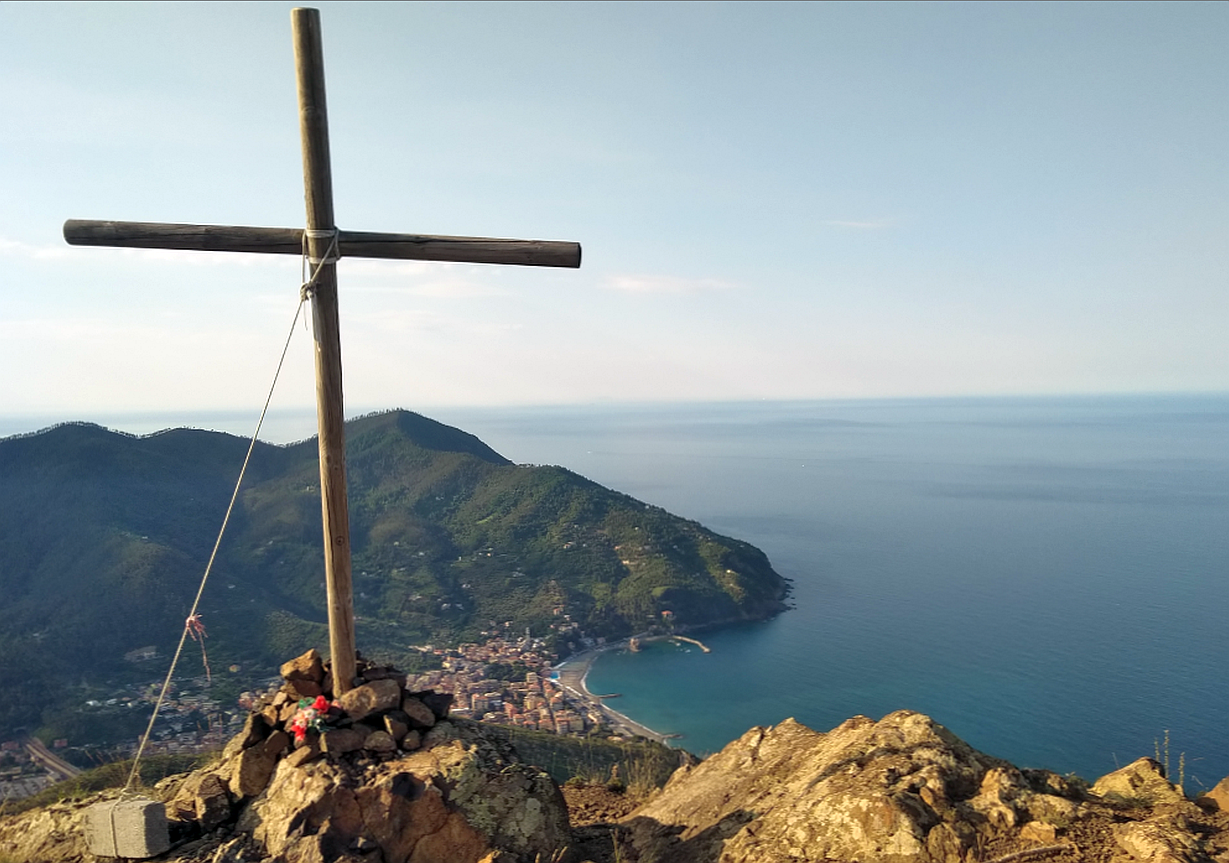
La croce di vetta

La montagna, ripida e a tratti dirupata, sorge a breve distanza dal Mar Ligure sulla linea di cresta che divide l'ampia baia di Levanto da quella di Bonassola, ad ovest. Il crinale, dove passa il confine tra i due comuni (entrambi appartenenti alla provincia della Spezia), è caratterizzato da una successione di rilievi, alcuni dei quali rocciosi, il più alto dei quali raggiunge i 563 metri di quota ed è segnalato da un'alta croce di vetta. La vegetazione è prevalentemente arbustiva ed è stata influenzata dal numerosi incendi che si sono succeduti nella zona. Dalla cima del monte si gode di un ampio panorama sulla costa e sulle montagne dell'interno e lo sguardo, oltre che sulla catena appenninica, può spingersi ad ovest fino alle cime delle Alpi Liguri.

## Geologia
La montagna e l'area circostante sono caratterizzate dalla presenza di vari affioramenti rocciosi. In passato in alcune cave, tuttora identificabili, veniva estratta una varietà del cosiddetto marmo "rosso Levanto". La pietra, definita anche "breccia di Rossola",  in realtà non può essere classificata come un marmo, trattandosi invece di una breccia rossastra di origine in buona parte ofiolitica. Sul versante della montagna che guarda verso Bonassola tra la metà dellOttocento e il 1871 fu attiva una miniera di rame.

## Accesso alla vetta
Al monte Rossola si può arrivare sia da Bonassola che da Levanto; la vetta può essere raggiunta per il sentiero che corre nei pressi del crinale principale, orientato in senso sud/nord,  percorrendo un itinerario escursionistico ad anello.